# Bulbophyllum limbatum
Bulbophyllum limbatum är en orkidéart som beskrevs av John Lindley. Bulbophyllum limbatum ingår i släktet Bulbophyllum och familjen orkidéer. Inga underarter finns listade i Catalogue of Life.